# آنا دیوپ
آنا دیوپ (به انگلیسی: Anna Diop) (زادهٔ ۶ فوریه ۱۹۸۸)، یک هنرپیشه سنگالی-آمریکایی است. از فیلم‌ها یا برنامه‌های تلویزیونی که وی در آن نقش داشته است می‌توان به پیامی از سوی شاه، لحظه، ما، پیام‌آوران و ایفای نقش شخصیت ابرقهرمان کوریاند'ر / استارفایر در مجموعه تلویزیونی تایتان‌ها اشاره کرد.

## فیلم‌شناسی

### فیلم‌ها
| سال  | عنوان فیلم              | نقش              |
| ---- | ----------------------- | ---------------- |
| ۲۰۱۱ | Second Date Roxy        |                  |
| ۲۰۱۳ | لحظه                    | هاوا             |
| ۲۰۱۳ | While Expecting Cassius | آنجلا            |
| ۲۰۱۳ | Double Negative         | لیلا             |
| ۲۰۱۶ | پیامی از سوی شاه        | بکا              |
| ۲۰۱۷ | نگه‌داشتن ساعت‌ها         | کیت              |
| ۲۰۱۹ | ما                      | رین توماس / اِرتا |
| ۲۰۲۲ | پرستار کودک             | آیشا             |
| ۲۰۲۳ | کتاب کلارنس             | وارینیا          |